# Lucifotychus inornatus
Lucifotychus inornatus är en skalbaggsart som beskrevs av Albert A. Grigarick och Schuster 1964. Lucifotychus inornatus ingår i släktet Lucifotychus och familjen kortvingar. Inga underarter finns listade i Catalogue of Life.